# Шомпре, Николя
Николя Мари Шомпре фр. Nicolas Maurice Chompré (23 сентября 1750, Париж — 24 июля 1825, там же) — французский дипломат, администратор, а также математик и физик.
Сын педагога Пьера Шомпре. Был администратором на шахте и в крупном имении. В 1786 году получил должность контролёра финансов. После Великой Французской революции бежал в Иври-сен-Сюр, где занялся научной работой, однако в 1794 году был вновь приглашён на службу и стал геометром в кадастровом ведомстве. Затем получил назначение французским консулом в Малаге, но в 1800 году из-за сложных отношений с Испанией вышел в отставку.
Написал ряд учебных книг по математике и физике, работы о гальванизме, также перевёл некоторые научные статьи с английского и итальянского языков.